# Ballast (illuminazione)

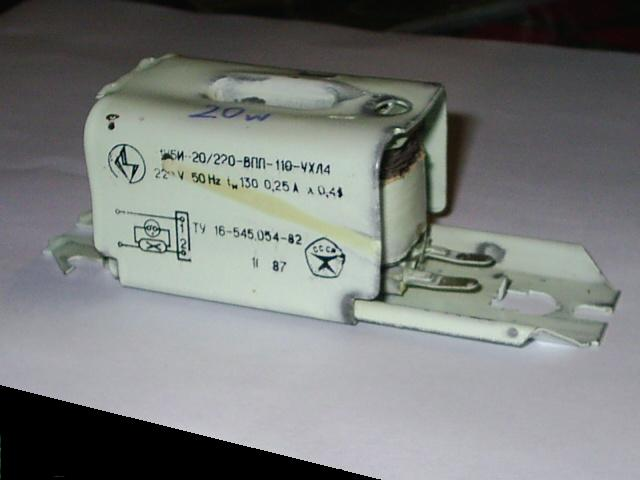
Ballast

Il termine ballast o reattore viene usato nel campo dell'illuminotecnica per indicare circuiti elettronici progettati per pilotare lampade a scarica (in genere fluorescenti) di diverse potenze.
I ballast sono sostanzialmente convertitori AC/AC, progettati per intervalli di tensione d'alimentazione dipendente dal mercato nel quale saranno utilizzati (gli alimentatori elettronici possono però funzionare con un regime di tensioni più esteso rispetto ai ballast elettromagnetici e, in alcuni casi, non è richiesta una tensione alternata in ingresso) e spesso forniscono in uscita una tensione alternata che pilota una o più lampade (nelle lampade allo xeno ad alta pressione si utilizza una corrente continua).
In origine il ballast, quando l'elettronica a stato solido non era ancora disponibile, era costituito da un induttore avvolto su un nucleo di materiale ferroso. 

## Reattore elettrico
Nel caso dei tubi fluorescenti si chiamava reattore elettrico, e aveva lo scopo di limitare la corrente di accensione del tubo e di regolare l'intensità della corrente al variare della tensione di alimentazione: a questo scopo viene collegato in serie rispetto al circuito di cui si vuole controllare l'intensità di corrente. Con il passare degli anni le lampade fluorescenti sono state dotate di reattori elettronici in sostituzione ai ferromagnetici: questo ha procurato un lieve beneficio in termini di consumo di energia elettrica, a scapito però di una forte diminuzione della durata del reattore stesso. La qualità dei componenti impiegati nella fabbricazione di questi dispositivi è generalmente pessima con un MTBF molto basso, ne conseguono guasti prematuri e mediamente il tempo di vita è a dir poco breve. I dati relativi alla durata nominale (in ore) di queste apparecchiature sono da considerarsi puramente "simbolici". Il reattore ferromagnetico (confrontato con il ballast elettronico) sicuramente sopporta meglio e risente solo in parte delle problematiche dovute a picchi di tensione, fenomeni che comunemente si verificano per varie ragioni nel tempo in ogni impianto elettrico.
Il dispositivo sfrutta una proprietà dell'induttanza, ossia quella di opporsi a variazioni brusche d'intensità di corrente elettrica.
Lo scopo del reattore, grazie al contributo dello starter, è quello di provocare delle extratensioni al fine di innescare il gas in fase di accensione. Il gas non eccitato (quindi lampada spenta) presenta una conduttività molto minore del gas eccitato, ha quindi bisogno di una tensione ai suoi capi maggiore, e non solo di questo: infatti ai capi del tubo fluorescente ci sono anche dei piccoli filamenti, che a causa dell'intervento dello starter (brevi cortocircuiti) si riscaldano, aumentando la conduttività del gas e l'innesco. A innesco del gas avvenuto il sistema si autosostiene con la tensione di rete 230V, è quindi possibile in teoria rimuovere lo starter, notando sempre che la lampada rimarrebbe accesa.
Lo starter è un componente formato da un contatto con linguetta bimetallica e ha lo stesso principio dei vecchi lampeggiatori per le luci di natale: quando ai suoi capi c'è una tensione considerevole (a lampada spenta, 230V) si innesca un arco voltaico che, surriscaldando nel suo passaggio il bimetallo, lo fa estendere e toccare l'altra linguetta, creando un cortocircuito. Il cortocircuito determina lo spegnimento del gas che quindi non riscalda più la linguetta in bimetallo la quale ora, raffreddandosi tosto, si contrae aprendo il cortocircuito e ritornando alla posizione iniziale (di contatto normalmente aperto). 
Ma il momentaneo cortocircuito crea un picco di corrente nella parte del reattore, che all'apertura dello starter si tramuta in un picco di extratensione, che permette il passaggio di corrente interno alla lampada. Quindi a lampada accesa la tensione ai capi dello starter diviene stabilmente più bassa rispetto a quella d'eccitazione del suo gas interno e non lo fa più innescare. 

## I ballast nell'illuminazione per uso automobilistico
Esistono particolari ballast, a uso automobilistico, di ridotte dimensioni e progettati per pilotare bulbi xeno ad arco corto.
Questi ballast trasformano la corrente continua fornita dal veicolo in corrente alternata ai valori richiesti dalla lampada durante il funzionamento (picchi da oltre 30 kV in fase di accensione, appena 18 V a regime quando il plasma all'interno dell'arco si comporta come un conduttore).

## Utilizzo in illuminotecnica teatrale e spettacolo
Diversi proiettori utilizzano il ballast per predisporre l'alimentazione delle lampade, spesso separando il corpo del proiettore vero e proprio da quello contenente le ingombranti e pesanti parti elettroniche a ciò dedicate, come ad esempio nel caso dei proiettori detti seguipersona, in cui il peso del ballast sarebbe incompatibile con l'ottimale movimentazione del faro.
Dunque, il ballast, inizialmente funge da accenditore per far partire l’arco voltaico, fornendo un impulso ad alto voltaggio ed in seguito funge da regolatore/limitatore di corrente all’interno del circuito, quando la lampada è a regime.